# Манастир Комоговина
Манастир Комоговина је манастир горњокарловачко владичанство Српске православне цркве из 15. вијека.
Манастир је смјештен у близини села Комоговина, између Костајнице и Петриње. Добио је име по селу у коме је подигнут, чије се име помиње се још у средњем вијеку. У манастиру се чувао део моштију (рука) Светог мученика Теодора прозваног Комоговински, који је жив спаљен у 17. веку. Њих је донео моштанички калуђер Јован Свилокос око 1693. године. Манастир је постојао између 1693–1777. године, када га је укинула аустријска царска власт.

## Прошлост
Ове области са местима Комоговина, Градуса, Озелско, Селце и другим добрима поклонио је мађарски краљ Матија 14. априла 1482. године српском деспоту Вуку Гргуревићу-Бранковићу („Змај Огњеном Вуку"). Након Вукове смрти 1485. године, удајом његове удовице Варваре Франкопанове за Фрању Берислава, прешла је Комоговина у власништво Бериславића, па затим Банфија и Зрињских. У вријеме ратова са Турцима овај је кастел страдао, и у једном попису од 1696. године помиње се као напуштен и срушен.
Турски упади у предјеле између Уне и Купе половином 16. вијека опустошили су цијелу ову област. Све тврђаве пале су у турске руке, а народ је у масама напуштао своја огњишта и бјежао изван турске опасности.
За вријеме аустријско-турског рата 1683–1699. године Банија је пала под аустријску власт. На позив цара Фердинанда I, врховног команданта царске војске војводе Баденског и хрватског бана Николе Ердедија, дигао се српски народ по Босни против Турака како би помогао хришћанској војсци и што прије се ослободио турског јарма. Како је и црква узела активног учешћа у овом покрету, почела је турска освета. Владика дабробосански Атанасије Љубојевић, откривен пред Турцима, морао је да се 1688. године повуче из Сарајева у Босанску Крајину, а одатле са народом у Банију, гдје је у Комоговини поставио свога помоћника, да управља тамошњим српским православним народом.
Док су овим крајем владали Турци, духовно средиште за читаво Поуње био је манастир Моштаница. Међутим, како је он у овом ратном вихору изгорио, показала се неопходна потреба за оснивањем новог духовног средишта за српски народ на ослобођеном подручју у Банији. Зато су преживјели моштанички калуђери у договору са владиком Атанасијем Љубојевићем основали 1693. године нови манастир у Комоговини, гдје се већ од 1688. године налазио митрополитов изасланик. По проти Николи Беговићу, православни манастир Комоговину је основао 1693. године моштанички калуђер Свилокос. Био је то Јово Свилокос који је са браћом калуђерима подигао "под Комоговином", православну цркву - брвнару и клоштар (двор). Манастир је подигнут поред старе "расуте" (католичке) цркве Св. Крижа, са дозволом бискупа Микулића и бана Ердеода Миклеуша. То је потврдио у свом "отпртом писму" бан Ердеоди Миклешу издатом 1. августа 1693. године. Манастир се по народном предању на почетку звао "Моштаница", да би касније његово име било "Комоговина".
Тек 1695. године послије нове Леополдових повластица, преселио се владика Атанасије Љубојевић у Медак у Лици са 80 православних кућа из Далмације. Ту је саградио себи двор и тако коначно створио базу за рад на чувању православља у Лици. 1696. добио је царски патент за црквену управу над Карловачким генералатом и Банијом, те је од сада према потреби становао у Метку и Комоговини. Комоговина је тако, постала прави српски народно-црквено средиште на Банији. Ту су послије смрти владике Атанасија Љубојевића (1712) и даље становали костајничко-зринопољски владике: Дионисије Угарковић (1713–1716), Никанор Димитријевић (1716–1728) и Стефан Љубибратић (1728–1738) године. Тек је Алексије Андрејевић (1741–1749) пренио седиште владичанства у Костајницу гдје је довршио лијепу костајничку богомољу, коју је за почео његов претходник. Ту је купио кућу за владичански двор и коначно се пред крај 1748. сасвим преселио у Костајницу.
Јеромонах Рафаил је око 1740. године био игуман манастира.

### Првобитна богомоља
Манастир Комоговина био је саграђен од дрвета, и црква и ћелије. То су биле скромне грађевине, које су тек омогућавале манастирски живот и одржавање богослужења. Њени оснивачи, моштанички калуђери, посветили су цркву новог манастира св. Арханђелу, као што је била и моштаничка. Међутим, ускоро се спомиње и црква Св. Вазнесења (1743) па се уз име манастира ставља име овог храма. То је била друга, новија и већа манастирска црква, уз коју је она првобитна стајала као капела.
У попису Костајничког владичанства од године 1755. наводи се Вазнесење Христово као храмовска слава манастира Комоговине. Међутим, манастир су још многи сматрали светоарханћелским, па тако га и звали.

### Данашња богомоља
Данашња зидана комоговинска богомоља посвећена Преображењу саграђена је свакако послије укидања манастира, јер у опису манастира од 22. августа 1772. године вели се да у манастиру не постоји ниједна нова грађевина. У тој данашњој комоговинској парохијској цркви има на проскомидији насликана прикладна композиција на којој се и данас распознаје врло оштећен запис са годином 1812. или 1814. године што се не може тачно утврдити, јер је задња цифра јако оштећена.
Манастир је добио земљу, одмах по свом оснивању од костајничког команданта Фрање Ердедија, за своје издржавање по даровници од 11. августа 1693. године

## Прикупљање средстава
Из свог издржавања на којој је било веома мало обрадиве земље није манастир могао ни прехранити своје братство, а камоли стицати средства за изградњу и уљепшавање свога манастира. Зато је већина калуђера одлазила на упражњене парохије гдје су вршили парохијске дужности, а од свог бира давали трећи дио манастиру. Исто тако одлазили су у сакупљање милостиње на разне стране, и у Русију. Тамо је био 1715. године настојатељ комоговински Теодор Тинторовић са јеромонахом Рафаилом. Они су у Русији наишли на црногорског владику Данила Петровића-Његоша, који је такође даровао за манастир Комоговину 12 минеја и других књига. Свакако да се настојатељ Теодор вратио из Русије, као и већина ондашњих наших калуђера, са приличним поклонима, књигама, утварима и новцем, што је поред осталих напора омогућило да се манастирска црква и ћелије уреде и уљепшају, а културно занимање и потребе ојачају. Цвјетање сликарске умјетности у Комоговини најбоље то потврђује.

## Велика буна
Године 1751. букнула је у Банији велика буна због појачаних пореских обавеза, завођења скупе војничке униформе, довођења страних официра, изједначавања српских кнезова са обичним војницима и ометања вјерског и црквеног живота православних Срба. На челу побуне био је Теодор (Тешо) Кијук, а његов секретар био је свештеник Филип Трбуховић (Трбојевић). Средиште побуне био је манастир Комоговина. Непосредни повод за буну било је хапшење крајишких изасланика које је народ упутио у Беч да код царице замоле народу заштите. Кијукова буна имала је зле посљедице по манастир Комоговину. Егзарх Јефрем Марковић морао је, сакупивши нешто новчаних средстава, о свом трошку отићи у Будим к владици. Тамо се у то вријеме налазила и царица. Егзарх је саслушан, а затим предан владици са налогом да више не смије бити пуштен у Костајничку крајину, већ је с владиком упућен у Карловце гдје је 1758. умро. Његов боравак у манастиру штетно је дјеловао на монашки и манастирски живот, што је заједно са посљедицама буне довело до нереда и расула у манастиру.

## Збивања у 18. вијеку
У другој половини 18. вијека било је у Комоговини и монахиња. Године 1773. било их је седам. Оне су становале у засебним ћелијама („колибама"), али је неко злонамјерно јавио у Беч да монахиње станују у истој згради са монасима. Царица је преко председника Илирске дворске депутације, грофа Колера, наредила бачком владици Мојсију Путнику, као помоћнику упражњеног владичанства, да ове вијести провјери, да прикупи све податке и постара се да се ове монахиње уклоне на друго погодно мјесто. Путник је одговорио да се ове монахиње могу једино смјестити уз поједине парохијске цркве, пошто нема женског манастира. Царица је ово одмах прихватила и 29. јула 1773. наредила да надлежна генералкоманда у договору са владичанским старјешином поруши колибе у којима су становале монахиње, а њих да смјести сваку уз по једну парохијску цркву, која има подесну ћелију да тамо живе док не помру. Иако је одредбом ове царске одлуке о рушењу колиба у којима су становале монахиње демантована оптужба да оне живе заједно са монасима, ипак су оне биле из Комоговине растјеране, а њихове „колибе“ су срушене.
Ни монаси нису дуго остали послије монахиња у Комоговини. Приликом смањења манастира, за коју су већ вршене припреме, смањена је и Комоговина. Истина, на Синоду 1774–1775. године оба манастира карловачког владичанства, и Гомирје и Комоговина, предвиђени су да остану. То је у царичино име изјавио Синоду царски комесар Матезен 6. марта 1775. Међутим, на основу прикупљених података и принципа да могу остати само они манастири који имају најмање 8 монаха и на свакога од њих по 40 јутара обрадиве земље, издала је царица 31. октобра 1777. наредбу о укидању манастира Комоговине.
Иако је манастир Комоговина постојао свега 88 година, ипак је био велик његов вјерски, културни и политички значај у животу Срба на Банији. И након сто година по укидању манастира, говорио је народ у „славној молитви”: „Да се весели Петрова гора, Велебит-планина и свети манастир Комоговина“. Царска власт није успјела да смањи манастир Комоговину из душа Срба-Банијаца.

## Опис богомоље
Иконостас данашње комоговинске цркве је из 19. вијека. Од усташког рушења сачувале су се само иконе у најгорњем реду и икона Свете Тројице испод крста.
Од старог иконостаса, израђеног 1723. године у комоговинској школи јеромонаха Арсенија, сачувало се пет икона: Христос, Богородица, Преображење и Вазнесење налазе се сад у Музеју Срба у Хрватској и достојно представља високе умјетничке квалитете комоговинске иконографске школе. Икона Сабор арханђела Михаила и Гаврила, са истог иконостаса, налази се у збирци инжењера Марка Франгеша у Загребу.

## Помињање у књижевним делима
Иларион Руварац у "Монтенегрини" наводи податак на 129. страни да је владика Данило Петровић манастиру Комоговина у Хрватској, поклонио 12 минеја "за душевни спомен родитељах мојих, раба божија Степана монахије Ане".
Адам Прибићевић у књизи "Насељавање Срба по Хрватској и Далмацији" пише: „Банијску буну од 1751 водио је Тешо Кијук. Умро је у тамници у Пули. Нуђена му је слобода ако призна нову граничарску "регулу". Но, није хтио. За те буне, спаљен је једини српски манастир на Банији Комоговина.”
Манојло Грбић у 1. књизи "Карловачко Владичанство", наводи податак на 271. стр. да је владика Атанасије Љубојевић по повратку са Крушедолског сабора „Обично је пребивао у Комоговини и у Метку, гдје је доградио владичански двор... Долазио је и у Плашки, те би пребивао у оној кули, што је била подигнута ради обране више Дретуље.”

## Сачуване иконе
У комоговинској цркви сачувале су се само три старије појединачне иконе:
- Богородица (XVIII век, величине 45x35) на простолу, у десној руци држи скиптар, а левом на колену придржава „државу“. Христос-младенац седи јој усред крила и обема рукама благосиља.
- Св. Никола (с: отацЬ николае– XVIII век 42x33) у фелону и омофору са митром на глави. У горњим угловима су Христос са књигом и Богородица са омофором.
- Св. Никола (XIX век ?, 80x58) у сакосу.